# الکس پتریاشویلی
الکس پتریاشویلی (به گرجی: ალექსი პეტრიაშვილი) (متولد ۲۴ اوت ۱۹۷۰) یک سیاستمدار گرجی است که از سال ۲۰۱۲ تا ۲۰۱۴ به عنوان وزیر مشاور امور ادغام یورو اقیانوس اطلس گرجستان خدمت کرده‌است. وی تا اکتبر ۲۰۱۲ عضو هیئت سیاسی حزب رویای گرجستان بود.
وی پس از انتخابات پارلمانی در گرجستان در ۱ اکتبر ۲۰۱۲، که منجر به پیروزی ائتلاف سیاسی رویای گرجستان تحت رهبری بیدزینا ایوانشویلی و متحدان شد به وزیر مشاوری امور ادغام یورو اقیانوس اطلس رسید.

## اوایل زندگی و حرفه
الکس پتریاشویلی در تفلیس، پایتخت گرجستان، در خانواده ای که همه پزشک بودند متولد شد. او فارغ‌التحصیل دانشکده جغرافیای دانشگاه دولتی تفلیس است. پتریاشویلی در سال ۲۰۰۰ از کالج دفاعی ناتو در رم، ایتالیا فارغ‌التحصیل شد.
وی کار خود را به عنوان متخصص ارشد در بخش روابط خارجی، خدمات لجستیک ایالتی و کارکنان ریاست جمهوری آغاز کرد.
در سال ۱۹۹۸ در وزارت امور خارجه گرجستان به عنوان رئیس بخش روابط دو جانبه و بخش سیاسی-نظامی فعالیت کرد.
در ادامه کار خود در وزارت امور خارجه، در اواخر سال۱۹۹۸ معاون رئیس مرکز سیاسی-نظامی شد، کارهای روزانه وی شامل مشاوره با ستاد بین‌المللی ناتو و آژانس‌های مربوطه در چارچوب کمیسیون دولتی به رهبری وزیر امور خارجه و همچنین ادغام کمک‌های خارجی و تخصیص آنها برای تقویت توانایی‌های دفاعی گرجستان بود.
در سالهای ۲۰۰۱–۲۰۰۲ مشاور ارشد سفارت گرجستان در اتریش شد.
مأموریت دیپلماتیک بعدی او فعالیت به عنوان مشاور عالی سفیر گرجستان در ایالات متحده آمریکا، مکزیک و کانادا بود که بین سالهای ۲۰۰۲–۲۰۰۴ به طول انجامید. پتریاشویلی مسئول همکاری با وزارت امور خارجه و وزارت دفاع و همچنین سایر آژانس‌های دولتی ایالات متحده بود.
الکس پتریاشویلی بین سالهای ۲۰۰۴ تا ۲۰۰۹ سفیر ویژه و تام‌الاختیار گرجستان در ترکمنستان و جمهوری اسلامی افغانستان بود. مأموریت اصلی وی بهبود روابط اقتصادی و سیاسی بین ترکمنستان و گرجستان و همچنین با افغانستان بود.

## مجلس
پس از انتخابات پارلمانی در گرجستان در ۱ اکتبر ۲۰۱۲ الکس پتریاشویلی به عنوان نماینده مجلس گرجستان انتخاب شد.